# أندري غودجونسن
أندري غودجونسن (مواليد 29 يناير 2002) هو لاعب كرة قدم آيسلندي يلعب في مركز المهاجم في نادي ريال مدريد كاستيا.

## روابط خارجية
- أندري غودجونسن على موقع قاعدة بيانات كرة القدم.إي يو (الإنجليزية)
- أندري غودجونسن على موقع ناشيونال فوتبول تيمز (الإنجليزية)
- أندري غودجونسن على موقع Soccerway.com (الإنجليزية)
- أندري غودجونسن على موقع عالم كرة القدم.نت (الإنجليزية)